# Kadath
| Оценки критиков    | Оценки критиков |
| Источник           | Оценка          |
| ------------------ | --------------- |
| Sputnikmusic       | [ 1 ]           |
| Metal.de           | [ 2 ]           |
| Metal1.info        | [ 3 ]           |
| New Noise Magazine | благоприятная   |

Kadath — дебютный альбом русской пост-блэк-метал-группы Ultar, выпущенный 21 октября 2016 года на шведском лейбле Temple Of Torturous.
Изначально музыканты начинали играть под названием Deafknife, выпустив два полноформатных альбома, однако в дальнейшем, из-за стилистических изменений музыки, было решено выступать под именем Ultar. Альбом получил положительный отклик у международной музыкальной прессы. Критики отмечали удачное сочетание мелодичного блэк-метала с элементами шугейза и значительный профессиональный рост музыкантов со времён Deafknife. В 2017 году группа отправилась в большой тур по России в поддержку альбома.

## Список композиций
Вся музыка написана Ultar.
| №                   | Название                      | Длительность |
| ------------------- | ----------------------------- | ------------ |
| 1.                  | «Nyarlathotep»                | 9:53         |
| 2.                  | «Azathoth»                    | 8:41         |
| 3.                  | «Shores Of The Sleeping Seas» | 2:47         |
| 4.                  | «Xasthur»                     | 6:36         |
| 5.                  | «The Ancient Ones»            | 3:27         |
| 6.                  | «Kadath»                      | 15:38        |
| Общая длительность: | Общая длительность:           | 47:02        |

## Участники записи
Ultar
- Савелий Невзоров — бас-гитара
- Марк Знак — ударные
- Денис Сусарев — гитара, клавишные
- Максим Сысоев — гитара, клавишные
- Глеб Сысоев — вокал

Технический персонал
- Арсен Артемьев-Горчица — звукорежиссура
- Алексей Созыкин — сведение
- Мелл Деттмер — мастеринг
- Павел Майборода — художественное оформление
- Андрей Лисюткин — дирижёр хора (на втором треке)